# Злата Прага (фестиваль)
Злата Прага — міжнародний телевізійний фестиваль. Поряд з Prix Italia та Rose d´Or фестиваль «Злата Прага» є найстарішим телевізійним фестивалем у Європі.
Організовано у 1964 Чехословацьким телебаченням. Одним з організаторів була OIRT, яка вручала телевізійним фільмам призи Інтербачення.
У 1993 організація перейшла до Чеського телебачення та Європейського союзу радіомовлення.
Фестиваль присвячений виключно музичним та танцювальним передачам та телефільмам усіх жанрів. Серед радянських та російських фільмів лауреатами фестивалю ставали:
- Пакет («Мосфільм», Гран-прі; 1966)
- Стюардеса (ТО «Телефільм», Спеціальний приз журі, 1969)
- Дивні дорослі («Ленфільм», Гран-прі; 1975)
- Галатея («Лентелефільм», 1978)
- Діти як діти («Ленфільм», Приз Інтербачення; 1978)
- Той самий Мюнхгаузен («Мосфільм», 1980)
- Анюта («Ленфільм», 1982)
- Карусель (Кіностудія імені О. Довженка, Гран-прі; 1984)
- Маскарад (Творче об'єднання «Екран», Гран-прі; 1985)
- Запам'ятайте мене такий («Мосфільм», Гран-прі; 1987)
- Майя Плісецька, знайома та незнайома (Творче об'єднання «Екран», 1988)
- Людський голос (1994).